# Premi LletrA de projectes digitals
El Premi LletrA de projectes digitals a Internet és un premi convocat per la Fundació Prudenci Bertrana i el projecte LletrA de la Universitat Oberta de Catalunya, amb la intenció de destacar la millor iniciativa digital realitzada amb l'objectiu de promoure el gust per la lectura en català i ampliar el coneixement dels autors i obres catalanes a la xarxa.

## Guanyadors
- 2001: Rialc, repertori informatitzat de l'antiga literatura catalana de la Universitat de Nàpols Frederic II
- 2002: El tacte que té, revista digital literària
- 2003: Narcís Oller, web sobre l'autor i la seva obra dedicat a l'ús didàctic
- 2004: Relats en català, espai per publicar i llegir relats
- 2005: El lliberer, blog literari
- 2006: ex aequo, Lletres de batalles, recull d'autors i textos sobre la guerra civil espanyola; i Francescseres.net, lloc web de l'escriptor Francesc Serés
- 2007: Blocs de lletres, recull de les informacions sobre literatura generades a la blogosfera
- 2008: El blog del Quadern Gris
- 2009: Una mà de contes, per promoure la lectura entre els futurs lectors
- 2010: ex aequo, Mapa Literari Català 2.0 i Endrets, aplicacions de les tecnologies de la georeferenciació a la difusió del patrimoni literari
- 2011: ex aequo, Càtedra Màrius Torres de la Universitat de Lleida; i les pàgines d'autors i obres catalanes de la Viquipèdia[1]
- 2012: Núvol, el digital de cultura
- 2013: ex aequo, Fons Pere Calders de la Universitat Autònoma de Barcelona; i Nise de la Universitat de Girona
- 2014: Llegir en Català, grup d'editorials independents
- 2015: Catorze, magazín cultural[2]
- 2016: Un món de poesia, aplicació per a mòbil.
- 2017: L'univers poètic de Miquel Martí i Pol, app mòbil.
- 2018: Desert
- 2019: Deep Blue Rhapsody i Booktrailers[3]
- 2020: Lectures en ruta i el podcast de la revista literària La Lectora[4]
- 2021: Canal Malaia[5]